# 구례 오산 사성암 일원
구례 오산 사성암 일원(求禮 鼇山 四聖庵 一圓)은 대한민국 전라남도 구례군 문척면에 있는 명승이다. 1984년 2월 29일 전라남도의 문화재자료 제33호로 지정되었다가, 2014년 8월 28일 대한민국의 명승 제111호로 승격되었다.

## 지정가치
구례 오산은 경관이 뛰어나 「봉성지」(구례향교 발간, 1800년)에 "그 바위의 형상이 빼어나 금강산과 같으며, 예부터 부르기를 소금강"이라고 기록되어 있다.
사성암은 오산 정산 부근의 깎아지른 암벽을 활용하여 지은 사찰로서, 백제 성왕 22년(544년)에 연기조사가 건립하여 원래 오산암이라 불리다가 이곳에서 4명의 고승인 의상·원효대사, 도선·진각국사가 수도하여 사성암이라 하였다고 전한다.
오산 사성암 일원은 굽이치며 흐르는 섬진강과 구례읍 등 7개면과 지리산 연봉들을 한 곳에서 모두 볼 수 있는 우수한 경관 조망점이며, 오산 정상의 사찰 건물과 바위가 절묘하게 조화를 이루고 있다.

## 참고 자료
- 구례 오산 사성암 일원 - 국가유산청 국가유산포털